# Maksymalne pozaodsetkowe koszty kredytu
Maksymalne pozaodsetkowe koszty kredytu (MPKK) – suma wszystkich opłat i prowizji, jakie mogą zostać naliczone przez instytucje finansowe udzielające pożyczek. Koszty takiej pożyczki spłaconej w terminie nie mogą przekroczyć (z wyjątkiem ustawowych odsetek) wysokości górnego limitu określonego wzorem. 